# Koninkrijk Joegoslavië
Het Koninkrijk Joegoslavië (Servo-Kroatisch/Sloveens: Kraljevina Jugoslavija, Cyrillisch: Краљевина Југославија, soms ook lett. Koninkrijk Zuid-Slavië) was een koninkrijk op de Balkan dat bestond vanaf het einde van de Eerste Wereldoorlog (1 december 1918) tot in de Tweede Wereldoorlog (18 april 1941). Het gebied bestond uit de huidige landen Bosnië en Herzegovina, Servië, Kosovo, Montenegro, Noord-Macedonië, en het grootste deel van het huidige Slovenië en Kroatië. De eerste elf jaar (1918-1929) heette het land het Koninkrijk der Serven, Kroaten en Slovenen.

## Geschiedenis
Het koninkrijk kwam voort uit de Staat van Slovenen, Kroaten en Serven en uit het koninkrijk Servië.
In 1921 werd de Vidovdan-grondwet aangenomen. In de periode 1921-1929 was het land een parlementaire democratie, maar het viel van de ene in de andere politieke crisis.
Op 6 januari 1929 greep koning Alexander de macht en hernoemde het land tot het koninkrijk Joegoslavië. Het werd een persoonlijke dictatuur van de koning.
Tussen 1929 en 1941 was het land opgedeeld in banovina's (provincies).
In 1934 werd de koning tijdens een staatsbezoek aan Frankrijk in Marseille vermoord door een aanhanger van een Macedonische revolutionaire organisatie, in opdracht van de Kroatische Ustasha-beweging. Peter, de zoon van koning Alexander, was nog te jong om hem op te volgen, waarop zijn oom Paul werd aangesteld als prins-regent.
In de Tweede Wereldoorlog werden sommige delen van het land verdeeld over de buurlanden en andere delen werden een marionettenstaat van de asmogendheden. Dit waren de Onafhankelijke Staat Kroatië (wat het huidige Kroatië en Bosnië omvatte en onder Italiaanse invloed was), Nedić' Servië en een autonoom Banaat. Kosovo werd aan Albanië gegeven (dit werd Groot-Albanië) en Macedonië kwam aan de Bulgaren toe. Slovenië werd verdeeld tussen het Duitse Rijk, Italië en Hongarije. Montenegro werd zoals Kroatië een onafhankelijk staatje onder Italiaanse invloed. Tijdens de oorlog vochten de royalistische četniks tegen de communistische partizanen van Tito. Aan het einde van de oorlog wonnen de partizanen het gevecht en bezetten zij op 20 oktober 1944 (zonder veel hulp van de Sovjet-Unie) Belgrado.
Na de Tweede Wereldoorlog ontstond de Socialistische Federale Republiek Joegoslavië van Tito, die tot 1992 zou bestaan.
Belgrado · Donau · Drau · Drina · Kroatië (vanaf 1939) · Morava · Primorska (tot 1939) · Sava (tot 1939) · Vardar · Vrbas · Zeta